# PTCH2
PTCH2‏ (Patched 2) هوَ بروتين يُشَفر بواسطة جين PTCH2 في الإنسان.

## الوظيفة
يُشفِّر هذا الجين مُستقبِلًا غشائيًا من عائلة الجينات المُرقَّعة. قد يعمل البروتين المُشفَّر ككابت للأورام في مسار إشارات القنفذ.

## الأهمية السريرية
لقد ارتبطت التغيرات في هذا الجين بمتلازمة سرطان الخلايا القاعدية، وسرطان الخلايا القاعدية، وورم الأرومة النخاعية، والقابلية للإصابة بتضخم الفم الخلقي.